# Artillerigranat
Artillerigranater er kort sagt det, kanoner skyder med. Førhen var ordet granat forbeholdt projektiler, der kunne eksplodere og sprede sprængstykker. Navnet granat menes at henvise til ligheden med et granatæble, der indeholder mange frø, og som gennemskåret kan ligne en hul jernkugle fyldt med grovkornet krudt. Eksplosive granater blev benyttet som håndgranater, og kunne let fremstilles af f.eks. keramik. Senere kom ordet også til at betegne eksplosive projektiler, og senere igen al slags ammunition affyret fra kanoner. Ordene kanonkugle, granat og projektil har skiftet betydning flere gange gennem historien, og de dækker heller ikke nødvendigvis det samme på andre sprog. 

## Kanonkugler
Almindelige former for kanonprojektiler var kugler (massive jernkugler eller i begyndelsen også kugler af sten), bomber (hule kugler med en krudtladning, der blev antændt af et brandrør – en lunte, der antændtes ved kanonens affyring), kardæsk, drueskud og skråsække samt forskellige former for specialammunition, der skulle ødelægge rigningen på modstandernes skibe: kædekugler (to halve jernkugler lænket sammen), knipler (to rundkugler samlet med en jernstang), pigkugler (rundkugle med en gennemgående jernstang), krydskugler/sakskugler (med korslagte jernstænger). Det var også muligt at affyre glødende kugler varmet i en særlig ovn. Disse kunne antænde træværk, f.eks. skroget på et fjendtligt skib, men var man uheldig, kunne de få en kanon til at gå af for tidligt.
Glødende kanonkugler vides at være benyttet allerede i 1579 af den polske konge Stefan Báthory.

## Spidse projektiler
Kugler fungerer fint med de glatløbede kanoner, der var almindelige. Brug af tilspidsede projektiler gav først mening, da man konstruerede kanoner med riflede løb, der fik projektilet til at rotere om sin længdeakse, og derved stabiliserede det. I nyere tid er man delvist gået tilbage til glatløbede kanoner til visse formål. Projektilerne kan da være stabiliseret med finner bagtil og affyres støttet af en sabot.

## Bombe
Kanonprojektiler eksploderede ikke før i 1500-tallet, hvor man fandt på at fylde dem op med krudt. Længden af det brandrør eller tændrør, der antændte krudtladningen, skulle tilpasses, så brændetiden fik bomben til at eksplodere lige over målet, således at sprængstykkerne raserede et område under bomben. Brandrøret var af træ eller en passende hul stængel fyldt med langsomtbrændende krudt. Man gjorde sig umage med at placere brandrøret vendt mod krudtladningen i løbet, så flammen fra skuddet kunne antænde røret. En anden mulighed var at antænde brandrøret med en lunte lige før affyringen. En ulempe var naturligvis, at hvis skuddet af en eller anden grund ikke gik af, havde man en tændt bombe i kanonen. Bomber blev især affyret fra morterer, der kunne skyde med en stor kaliber, men som krumbanevåben ikke skød ret langt.

## Shrapnellgranat
Et tidligt forsøg med et eksplosivt projektil, der spredte kugler, stammer fra 1573, hvor en tysk artillerist, Samuel Zimmermann, udviklede et projektil med en eksplosiv ladning, et brandrør og kugler, samlet i et hylster af bly. Projektilet var ingen succes, det fløj ustabilt og var tilbøjeligt til at gå i stykker ved affyringen.

Briten Henry Shrapnel havde mere held med sin forbedrede bombe fra 1784, hvor bomben bestod af en kugleformet jernskal med en sprængladning og små kugler (musketkugler). Ved granatens sprængning udløst af et brandrør spredtes et stort antal kugler over et mindre område med dødelig effekt. Den oprindelige shrapnelgranat var kugleformet, men princippet og betegnelsen blev også benyttet på senere spidse projektiler til brug i kanoner med riflede løb. Senere blev ordet shrapnel brugt om sprængstykker fra granater.

## Kanoners og ammunitions kaliber
Størrelsen på en kanons ammunition angives ved dens kaliber, som oprindelig angav vægten (latin: qua libra, hvilken vægt) i pund på en jernkugle, der passede til kanonens løb. En 32-pundig kanon var en ret svær skibskanon. Det faktiske projektil kunne godt have en anden vægt, hvis det f.eks. var en bombe. 
Efterhånden gik man over til at angive en kanons kaliber som den indvendige diameter på løbet (fraregnet eventuelle riffelgange). Denne diameter kan angives i tommer, centimeter eller millimeter. 

## Grænsen mellem kanon og håndvåben
Der er et kontinuum fra svære håndvåben til kanoner. Grænsen er sat ved en kaliber på 20 mm.

## Drivladning

### Bagladekanoner
De tidligst kendte kanoner var forladekanoner, men der blev hurtigt udviklet bagladekanoner, kammerstykker, hvor drivladningen  var anbragt i et kammers af jern med en hank, ikke ulig et drikkekrus. Kammerset kunne anbringes i et leje bag løbet, og blev derpå holdt fast af en kile. Ladningen i kammeret kunne antændes ved et fænghul, hvorpå kilen og det tomme kammer fjernedes, og et andet kammer sattes i. Skudhastigheden kunne altså været ganske høj, men med datidens teknologi var det ikke muligt at fremstille en tæt forbindelse mellem kammer og løb. Kraften i skuddet var derfor ringe. 

### Forladekanoner
Derfor opgav man bagladekanonerne. I stedet indførte man drivladningen gennem kanonens munding. Drivladningen, sortkrudt, var normalt indsyet i en pose af stof, en kardus. Derved var på forhånd afmålt den nøjagtige mængde krudt, ladningen kunne nemt transporteres og ladningen af kanonen kunne ske hurtigere. Desuden beskyttede stoffet til en vis grad mod utilsigtet antændelse fra evt. tilbageværende gløder i løbet (man svabrede løbet først). Kardusen blev skubbet ned i løbet med en ladestok. En forladning i form af en skive halm blev derpå drevet ned. Den ville forhindre krudtgasserne i at blæse forbi kanonkuglen, der jo ikke kunne slutte alt for tæt til løbet. Derpå fulgte kanonkuglen og evt. endnu en forladning, der skulle holde kuglen på plads, hvis løbet kom til at pege nedad.
Man udviklede ret sent den metode at fastgøre en kanonkugle på en kardus med f.eks. jernbånd. Dette forøgede yderlige hastigheden hvormed en kanon kunne lades.

### Forladekanoner med riffelgange
Riflede løb på forladekanoner blev for alvor indført i midten af 1800-tallet. Granaterne til disse kanoner var forsynet med kno-pper, der passede ind i riffelgangene, og tvang granaten til at rotere ved affyringen. Dette forhindrede granaten i at tumle afsted under flugten, skuddet blev længere og mere forudsigeligt. Men en del af krudtgassen trængte frem langs granatens sider, mens den stadig var i løbet, da granaten ikke sluttede tæt til løbet.

### Moderne bagladekanoner
Da man fik udviklet en pålidelig og effektiv tætning ved et aftageligt bundstykke, vendte man efterhånden tilbage til bagladekanoner. Bundstykket var enten udformet som en art kile, eller der var tale om en stor skue med udfræsede sektorer. Når bundstykket sattes på plads (det var hængslet) og blev drejet, greb rillerne i bundstykket ind i de tilsvarende riller i løbet, og en tæt og sikker fastgørelse var opnået. 
Det gjorde det muligt at anvende granater med føringsbælter, dvs. en eller flere ringe af blødt metal (bly eller kobber) rundt om granatens omkreds. Disse føringsbælter blev presset ind i riffelgangene, når skuddet gik, og sikrede en meget tæt pasning og et meget præcist skud. Efterhånden som riffelgangene blev slidt, blev skuddene mere og mere upræcise. En stor marinekanon kunne slides ned efter mindre end 300 skud. 

## Patronkanoner og karduskanoner
Ved mindre kalibre kunne granaten nu monteres sammen med drivladningen, der var anbragt i et tyndt metalhylster (en enhedspatron), svarende til hvad der blev almindeligt ved pistoler og geværer. Dette gjorde det muligt at lade en kanon meget hurtigere, såkaldte hurtigtskydende kanoner blev almindelige. Senere blev der konstrueret kanoner, der kunne lades automatisk fra et magasin eller med ammunition i form af bælter. 
Større kanoner anvendte stadig en særskilt drivladning, enten med drivladningen i et metalhylster (delt ammunition) eller som karduser syet af stof f.eks. silke.
Den tyske kejserlige marine benyttede til deres største marinekanoner drivladningen i metalhylstre, hvilket gav en vis beskyttelse mod at eksplosioner kunne brede sig. Royal Navy og andre flåder anvendte drivladninger i syede sække (karduskanoner), der ikke gav denne beskyttelse. Til gengæld kunne drivladningens størrelse let ændres ved at benytte flere sække til et skud. 

## Mortergranater
Granater til svære morterer minder meget om granater til kanoner og haubitsere. Granater til mindre morterer har en helt anden udformning. Disse morterer er glatløbede og har en spids i bunden af løbet, og de lades forfra. Granaten har en sprængdel for oven, og i den anden ende en hale med styrefinner og et rør i midten. I røret findes drivladningen, der antændes, når ladningen rammer spidsen i bunden af løbet. Stødet ved affyringen armerer granatens tændmekanisme. Granaten vil altså ikke eksplodere, hvis man giver den et mindre stød under transporten eller under en hårdhændet håndtering. 

## Forskellige typer granater
Granater findes i mange typer alt efter den påtænkte anvendelse og den virkemåde, de har. Typen af granaten er angivet ved bemaling af granaten med bånd eller større områder i forskellige farver. Betydningen af farverne har skiftet fra land til land og gennem tiden. At kende farvekoderne er af stor vigtighed for de militære og civile enheder, der kan komme ud for at skulle fjerne ueksploderet ammunition (forsagere).  

### Brisantgranater
Brisantgranater er granater, der eksploderer enten ved anslag eller efter en vis tid efter granatens affyring. Herved tilstræbes ofte en sprængning i lav højde for at forårsage mest mulig skade på målet. Brandrørets brændetid kan indstilles med en nøgle på en skala, hvorved den effektive længde af en krudtlunte kan ændres. Den ønskede tid findes i en ballistisk tabel. Lunten tændes ved stødet under affyringen. 
Et anslagsbrandrør armeres først ved granatens affyring. Stødet kan f.eks flytte et lod hen over en bladfjeder, hvilket gør det muligt for en anden mekanisme at udløse sprængningen, når granaten bremses igen ved anslaget. 
Anslagsbrandrør med forsinket tænding antændes ved granatens anslag, men en mekanisme forsinker granatens eksplosion et kort øjeblik. Derved opnås større effekt mod nedgravede eller svært pansrede mål. Granaten eksploderer først, når den har boret sig lidt ned i jorden eller den er trængt igennem en panserplade eller gennem en eller flere mure eller betontag. 

### Sporprojektiler
Sporprojektiler findes både til håndvåben og til maskinkanoner. Projektilerne har en lille brandsats i bunden, som antændes ved affyringen. Dette giver en lysstribe og et røgspor, som er tydeligt synligt, og kan være en hjælp til at korrigere sigtet. Desuden kan ilden bidrage til at antænde f.eks. benzintanke.  

### Lysgranater
Granaten indeholder en sats, der, når den brænder, udsender et kraftigt lys, der evt. kan være farvet. Et vist tidsrum efter affyringen, når granaten er nået et passende stykke op, kastes ladningen bagud af granaten og antændes. En lille faldskærm holder ladningen i luften, til satsen er brændt ud. Sådanne granater kan benyttes til at udpege (markere) et mål eller til at oplyse et område under natkamp.

### Røggranater
Røggranater indeholder en sats, ofte baseret på fosfor, og udvikler en kraftig røg, der kan sløre troppebevægelser i det beskudte område. De kan også antænde brande. Desuden er røgen voldsomt generende og skadelig, men hvis formålet formelt er at lægge røg ud, regnes det ikke for et ulovligt kemisk kampstof. 

### Panserbrydende granater
Under den første kamp mellem to panserskibe, slaget ved Hampton Roads mellem USS Monitor og CSS Virginia i 1862 kunne man konstatere, at det var tæt ved umuligt med datidens ammunition at gennemskyde panseret på nogen af skibene. Det danske panserbatteri Rolf Krake fik under krigen i 1864 enkelte træffere, der slog hul i panseret, men skaderne var beskedne. Dette gav anledning til et kapløb mellem udviklingen af panserbrydende granater og udviklingen af stadigt kraftigere panserplader. Efterhånden blev panserpladerne så tykke og tunge, at man kun kunne bruge det kraftigste panser på større skibe og efterhånden også kun på de vigtigste dele af skibet, hvis skibet ikke skulle blive alt for tungt. Granater fra de største skibskanoner (og tilsvarende kanoner anbragt i kystbefæstninger) blev efterhånden så store, at de kunne gennembryde alt. 
Så kraftige kanoner kunne kun benyttes i begrænset omfang på land, hvor kanonerne ofte skulle kunne flyttes ret hurtigt. De projektiler, som de første kampvogne (tanks) udviklet under 1. Verdenskrig, blev udsat for, var derfor meget lettere. Men også her opstod et kapløb mellem kanoner og panser, bare i mindre skala. Særlige panserbrydende granater af mange forskellige typer er blevet udviklet.

#### HE-granater
Almindelige højeksplosive granater har almindeligvis kun virkning på tyndt panser eller ved skud på kort afstand. 

#### HESH-granater
Forkortelsen står for High-Explosive Squash Head. Typen blev udviklet i Storbritannien i slutningen af 1940'erne. Projektilet er tyndskallet og fyldt med deformerbart sprængstof og et anslagsbrandrør med en kort forsinkelse. Når projektilet rammer panseret, tværes sprængstoffet ud over et mindre område af dette, inden det detonerer. Eksplosionen kan rive fragmenter løs på indersiden af panseret.  

#### Panserbrydende massive granater
Disse granater har en kerne af hård og tung wolfram (tungsten) eller af forarmet uran omgivet af en blødere stålkappe, der støtter kernen, og skal mindske granatens tendens til at glide af på skråtstillet panser.
Ideen bag at benytte meget tunge materialer til projektilet er, at man kan få et meget tungt projektil med en lille størrelse. Projektilet vil altså bevare en stor kinetisk energi, til det rammer målet. Den lille diameter vil yderligere koncentrere energien i anslaget på et lille område. 
En mere avanceret udgave er sub-calibre, hvor kun kernen sendes mod målet. Under affyringen er kernen omgivet af en sabot, en støtte der får projektilet til at passe til kanonens større kaliber. 
Endelig findes der projektiler,  hvor kernen ikke roterer men i stedet er stabiliseret af finner bagtil.

#### Hulladningsgranater
Denne type projektiler, der forkortes HEAT, High-Explosive Anti-Tank, indeholder en sprængladning, der fortil er forsynet med en tragtformet fordybning. Fordybningen er beklædt med metal. Når sprængladningen eksploderer, danner metallet en jet af smeltet metal, der med stor kraft skydes frem og kan gennemtrænge selv kraftigt panser. Effekten af denne type projektiler kan mindskes af kompositpanser og reaktivt panser.

### Luftværnsammunition

#### Tidsbrandrør
Det er meget vanskeligt at ramme et højtgående luftmål direkte med et projektil affyret fra en luftværnskanon på jorden (eller på et skib). Det bedste, man normalt kan håbe på, er at få en granat til at eksplodere tilstrækkeligt nær på målet, således at sprængstykker beskadiger dette. Dette opnås ved brug af et justerbart tidsbrandrør i granaten. Brandrørets tidsindstilling sættes således, at granaten eksploderer i den forventede flyvehøjde for målet. Da målet næsten aldrig er lige over kanonen, skal der tages højde for en skrå affyring og en længere flyvetid. Data for indstilling af kanonen og for tidsbrandrøret beregnes på en ildleder tilknyttet batteriet/kanonen. Ildlederen vil igen kunne få sine data fra en afstandsmåler og siden 2. Verdenskrig fra radar. 

#### Radiobrandrør
Disse indstillinger tog tid at beregne og var ofte forkerte. Storbritannien og USA udviklede radiobrandrør, hvor en lille radio i selve granaten reagerede på det tilbagekastede signal fra et mål, som granaten kom tæt på. Radioen, der i de tidligste udgaver var baseret på radiorør, skulle kunne klare stødet ved affyringen og granatens rotation om sin længdeakse. Radiobrandrøret blev først armeret nogen tid efter affyringen for at undgå en for tidlig eksplosion. Systemet indeholdt også en tidsindstilling for at forhindre, at ueksploderede luftværnsgranater faldt tilbage på jorden. 

### Giftgasgranater
Granater indeholdende giftgas blev i stort omfang benyttet under 1. Verdenskrig. Sådanne granater indeholder ud over giften en mindre sprængladning, der kun skal åbne granaten og forstøve indholdet. 
For at mindske risikoen for ulykker med lækager fra giftgasgranater (m.m.) er der udviklet binære våben. Disse indeholder beholdere med to ret uskadelige stoffer, som reagerer med hinanden og producerer et giftstof, når de bliver blandet. Denne blanding sker først efter affyringen af granaten (men før nedslaget).
Kemiske våben blev forbudt efter 1. Verdenskrig, men blev stadig produceret og opmagasineret. Siden 1993 er der gjort store anstrengelser internationalt for at fjerne eksisterende lagre og standse produktionen helt. 

### Bakteriologiske våben
At sprede biologiske kampstoffer, først og fremmest bakterier, med granater er blevet forsøgt af flere lande, op til, under og efter 2. Verdenskrig. Men de er aldrig blevet brugt på slagmarken. Det viste sig vanskeligt at sprænge en granat og sprede smitstoffet uden at bakterier eller bakteriesporer blev dræbt ved sprængningen. 

### Atomgranater
Atombomber er blevet udviklet til at kunne affyres med en mobil kanon. Den amerikanske hær udviklede i 1950'erne M65 atomkanonen, der kunne affyre atomgranater med en kaliber på 280 mm, altså en ret svær kaliber til flytbart artilleri. Kanonen havde en rækkevidde på ca. 30 km og granatens sprængkraft var 15 kiloton. Den blev opstillet i Sydkorea og i Vesteuropa fra 1953. I mellemtiden var det lykkedes at fremstille atomgranater, der kan affyres fra mindre og mere mobile kanoner, lige som kortdistancemissiler var blevet almindelige.  

## Granater med ekstra drivladning
Der er udviklet granater med ekstra lang rækkevidde. Disse granater har bagtil en raketdrivladning, der giver granaten et ekstra skub op i sin bane. En anden type har en mindre drivladning, der mest tjener til at mindske det lave lufttryk bag en granat i flugten, således at granatens bremses i mindre grad. I begge tilfælde må resten af granaten have en mindre vægt, og dermed får granaten en mindre effekt.

## Intelligent ammunition
Der findes i dag granater, der kan tidsindstilles så præcist, at de kan eksplodere lige efter, der har passeret f.eks. en mur, som modstanderne antages at dække sig bag. Eller de kan eksplodere lige over en skyttegrav eller f.eks. et skib eller en båd. Derved kan man gøre besætningen ukampdygtig eller dræbe den uden nødvendigvis at sænke båden. Indstillingen sker automatisk med data overført fra en afstandsmåler på våbnet. 

## Granater ikke til krigsbrug
Der findes to typer granater, der benyttes til øvelsesbrug. Den ene type er øvelsesgranater, der kan affyres men ingen sprængladning har. Den anden type er excercérammunition, der har samme form som rigtige granater, men som ikke har drivladning (ofte er de drejet ud i ét stykke metal). De benyttes til at øve ladning m.v. af en kanon uden fare for ulykker.  
Der findes også granater med en kraftigere drivladning, end den der normalt vil blive brugt. Disse benyttes til at afprøve styrken af kanonens løb og bundstykke med et højt tryk. Overlever kanonen en sådan prøveaffyring (den affyres med fjernbetjening), vil den nok også holde til normal brug. Selve granaten har ingen sprængladning.